# Des Arc (Missouri)
Des Arc è un villaggio degli Stati Uniti d'America, situato nello Stato del Missouri, nella contea di Iron.